# Parasteatoda Tepidariorum
Звичайний хатній павук або американський хатній павук є видом павуків роду Parasteatoda з космополітичним поширенням. Початковий ареал - тропіки Південної та Центральної Америки, Мексики. Звичайні домашні павуки є синантропними і живуть у людських оселях та поряд з ними. Мешкає в будинках, де будує павутиння в кутах кімнат, під меблями, на парканах. Звичайний хатній павук активний протягом усього року.

## Опис
Колір звичайних домашніх павуків варіюється від коричневого майже чорного, часто з візерунками різних відтінків на тілі. Довжина самок зазвичай становить від 4,5 до 6 мм, а довжина самців зазвичай становить від 3,8 до 4,7 мм; розмір павуків з широко розставленими лапками досягає до 2,5 см. Передня пара лап майже втричі довша від самого тіла. Зір слабкий, павук не може виявити жодного руху на відстані більше 7-10 см. Вони не агресивні, проте при грубому поводженні вони можуть вкусити, місце укусу може боліти протягом дня або близько того. Їхня отрута не настільки небезпечна для людини, як отрута чорної вдови.

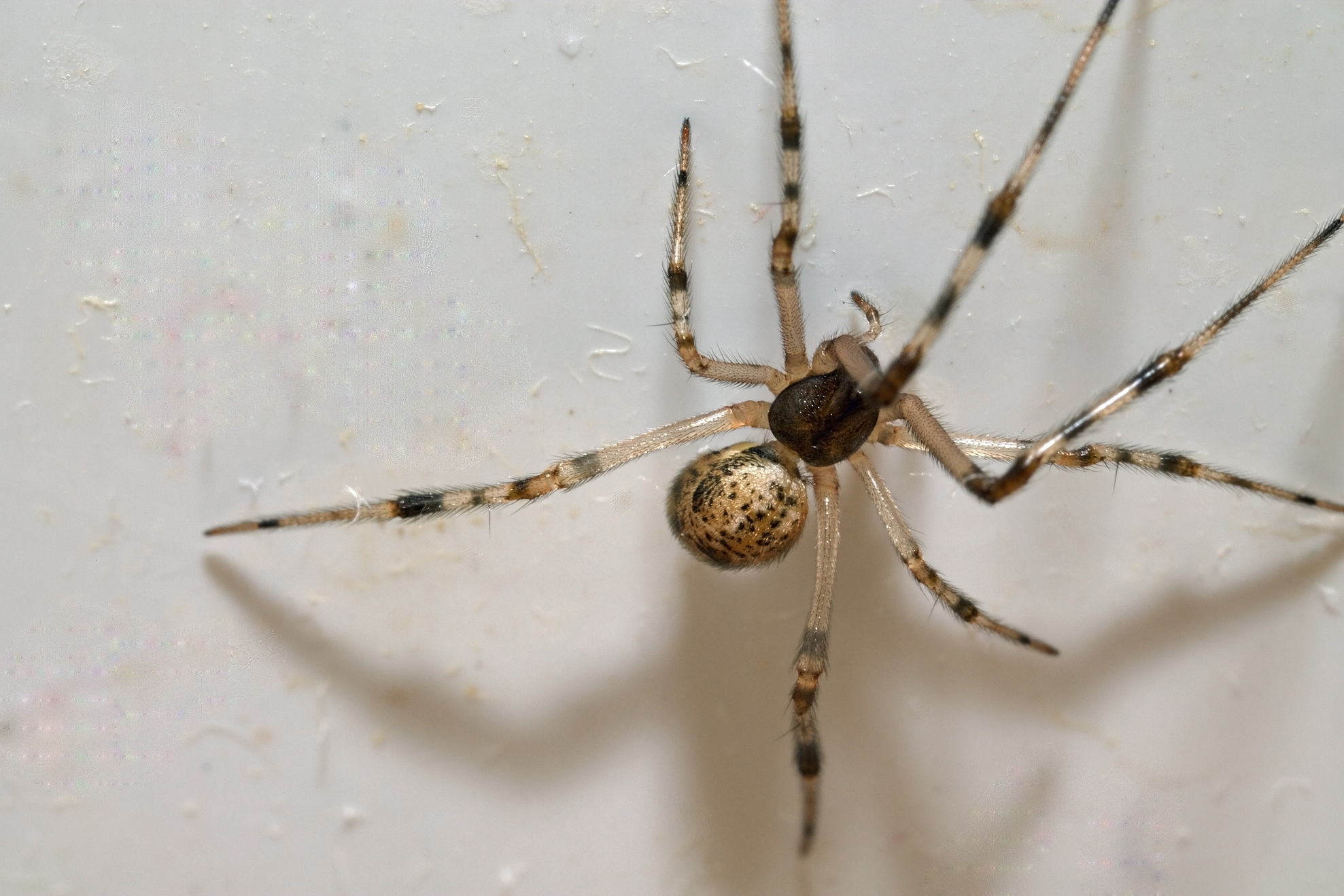
Звичайний хатній павук

## Життєвий цикл
Цей вид може жити близько року. Самки підвішують свої кокони в павутинні; у коконів жовтувато-коричневий паперовий зовнішній шар. Кожен кокон містить від 150 до 200 яєць, при цьому одна самка виготовляє 15-20 Коконів за своє життя. Павучки залишаються у гнізді протягом кількох днів після виходу з кокона. З гнізда павуки розлітаються на шовкових нитках, що несуть повітряні потоки.

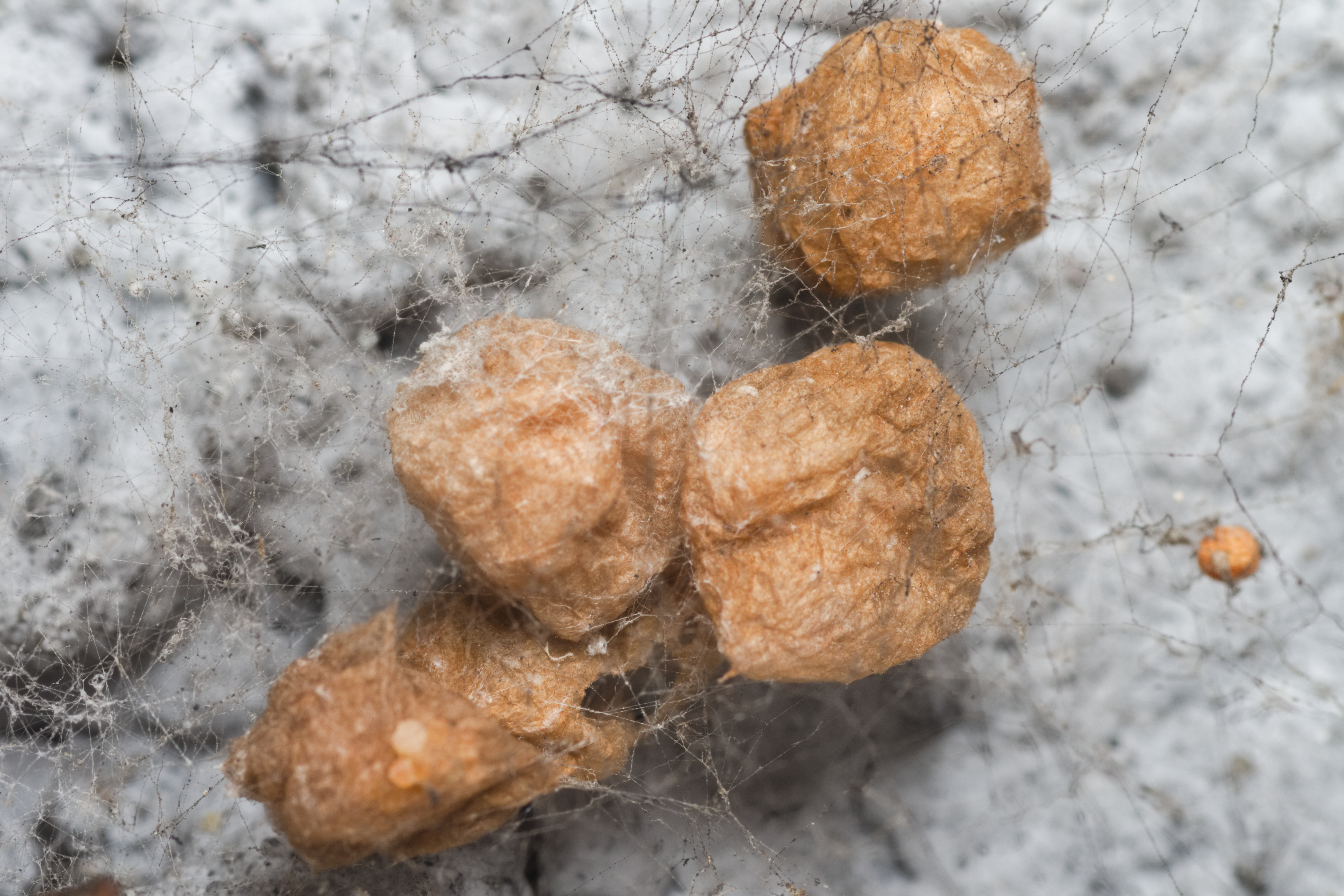
Кокони звичайного хатнього павука

## Росповсюдження
Хатній домашній павук розповсюджений майже по всій планеті. Павуки використовують будь-яке місце, яке забезпечить їм достатню кількість їжі, потрібну вологість і тепло. При нестачі їжі павук йде шукати нове місце для будівництва павутини. Занедбане павутиння покриваються пилом і різним сміттям.

## Спосіб життя
Основна їжа - комахи та безхребетні (мухи, павуки, комарі, гусениці, цвіркуни, оси, ґедзі, жуки, таргани, цикади, сінокосці, кліщі). Коли павук випиває нутрощі здобичі, він кидає її на землю, щоб звільнити місце у своєму павутинні, замість того, щоб руйнувати та відновлювати її або змінювати своє місцезнаходження. Звичайні хатні павуки самі стають жертвами трьох видів павуків: павуки-пірати (Mimetus), а також два види павуків, що стрибають - Phidippus variegatus і Metacyrba undata. Клоп-вбивця (Stenolemus lanipes), мабуть, харчується лише павучками цього виду, але також може стати здобиччю дорослого павука.
Відпочиває поза павутиною або на її краю. Здобич чекає в середині павутиння, а щойно здобич потрапляє в павутину, кидає на неї липкі нитки, щоб жертва заплуталася ще більше, а потім підтягує її в центр павутиння. Одна частина павутиння сплетена щільніше, ніж решта павутини. Ця частина також покрита додатковим шаром шовку, що надає стійкості. Домашній павук чекає у цій частині павутини, але не будує шатрової структури, як це роблять багато інших павуків. Коли павутиння будується на відкритому просторі, павук часто забирає невеликий шматочок листа в павутину, під якою він ховається. На відміну від більшості хатніх павуків, які блукають по будинку навесні (якщо це самець) або шукають притулку від перших холодів восени (якщо це самка), американських хатніх павуків обох статей можна зустріти в середині зими, у кутах стін або під підвіконням.

Звичайні хатні павуки мають нейротоксичну отруту. Проте їх укуси менш серйозні, ніж в інших павуків родини Theridiidae, і ці павуки не вважаються небезпечними для людини.

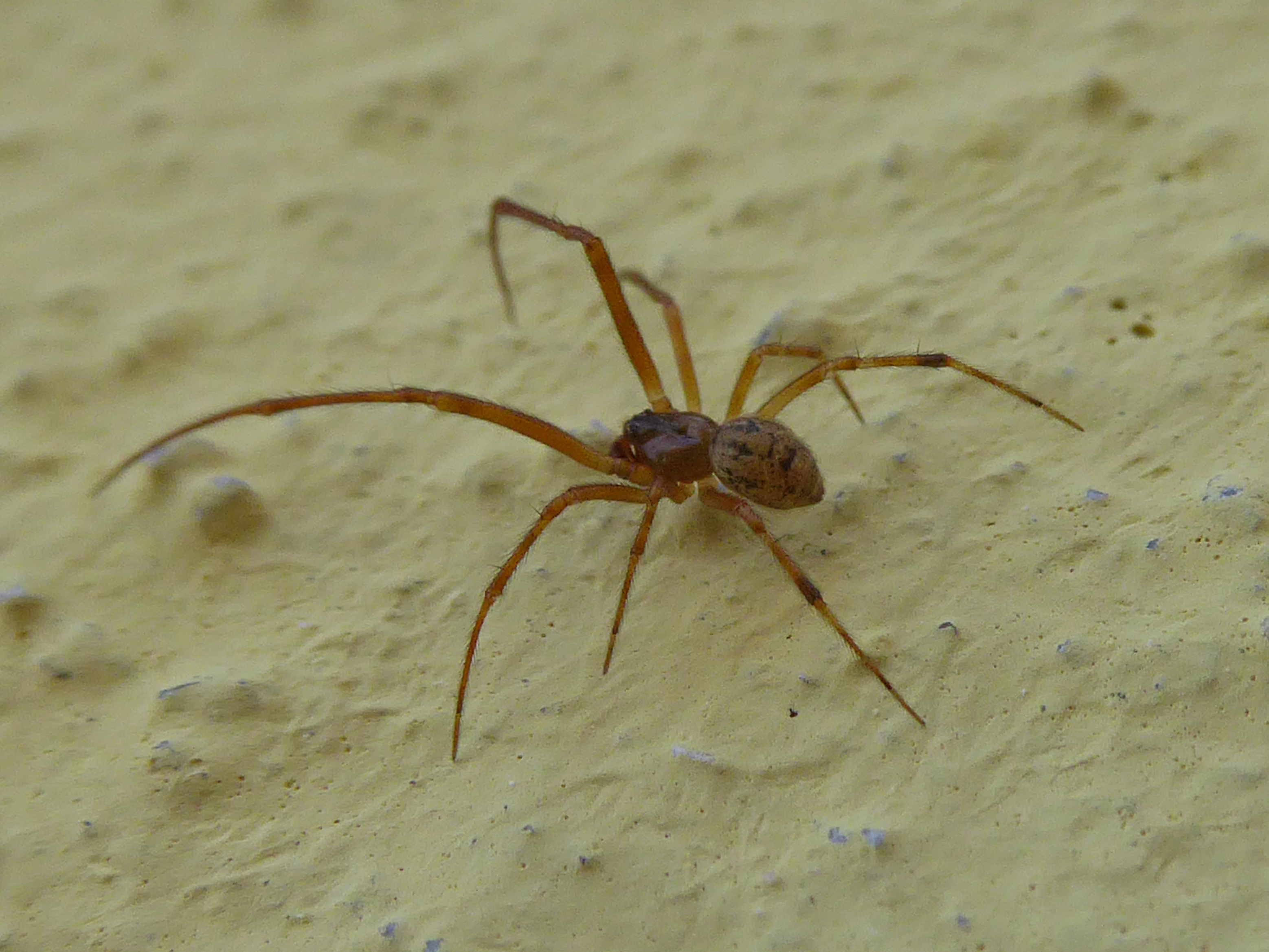
Parasteatoda tepidariorum

## Підвиди
1. Parasteatoda tepidariorum australis (Звичайний сірий хатній павук) - М'янма